# Kasturirangappenahalli, Hiriyur
Kasturirangappenahalli là một làng thuộc tehsil Hiriyur, huyện Chitradurga, bang Karnataka, Ấn Độ.